# 卡图鲁斯
关于更著名的拉丁诗人，见卡图卢斯
卡图鲁斯，全名克溫圖斯·路泰提烏斯·加圖路斯（英語：Quintus Lutatius Catulus），（前149年—前87年）。古罗马演说家和诗人，在公元前87年的大迫害中为避免受到起诉而自杀身亡，他著有一些讽刺诗。

## 扩展阅读
- 本条目包含来自公有领域出版物的文本: Chisholm, Hugh (编).  (第11版). London: Cambridge University Press. 1911.